# Anatolij Lutikov
Anatolij Stepanovič Lutikov (Leningrado, 5 febbraio 1933 – Tiraspol, 15 ottobre 1989) è stato uno scacchista sovietico, Grande maestro.
Vinse due volte il Campionato della Repubblica Sovietica Russa: nel 1955 a Leningrado e nel 1959 a Voronež.

Nel 1968/69 si classificò terzo, dietro a Paluhaeŭski e A. Zajcev, nel 36º Campionato sovietico di Alma Ata.
Nel 1965 partecipò con l'URSS al Campionato europeo a squadre di Amburgo, vincendo la medaglia d'oro di squadra e individuale in 2a riserva. Nei primi anni '60 si trasferì in Moldavia, dove vinse sei volte il campionato moldavo (1963, 1964, 1965, 1966, 1968, 1977).
Altri risultati:
- 1960:  primo a Bad Salzungen;
- 1966:  terzo a Kislovodsk, dietro a Efim Geller e Leonid Štejn;
- 1967:  secondo a Wijk aan Zee, dietro a Boris Spasskij;
- 1968:  secondo-terzo con Stefano Tatai ad Amsterdam;
- 1971:  primo a Budua;
- 1973:  pari primo con Vlastimil Hort a Lipsia;
- 1976:  primo ad Albena

Alcune partite notevoli:
- Lutikov - Korčnoj  (Leningrado, 1951)  – Gambetto di re var. Cunningham
- Lutikov - Tal'  (Leningrado, 1955)  – Siciliana var. Checkover
- Lutikov - Tal'  (Camp. URSS, 1965)  – Siciliana var. Paulsen
- Lutikov - Velimirović  (Sukhumi, 1966)  – Partita indiana A46
- Planinc - Lutikov  (match Jugoslavia-URSS, 1969)  – Difesa Nimzowitsch B00
- Lutikov - Bronštejn  (Odessa, 1976)  – Siciliana Lasker-Pelikan
- Sokolov - Lutikov  (semifinale Camp. URSS, 1981)  – Siciliana var. Kan